# Stradów (województwo świętokrzyskie)
Stradów – wieś w Polsce, położona w województwie świętokrzyskim, w powiecie kazimierskim, w gminie Czarnocin.
Miejscowość znana jest głównie z odkryć archeologicznych. Znajdują się tu pozostałości ogromnego słowiańskiego grodziska, datowanego na okres pomiędzy VIII a XII w. n.e., które wraz z podgrodziami zajmowało obszar ok. 25 ha i należy do największych w kraju.
Ukształtowanie terenu i wysokość wałów grodziska powodują, że przy dobrej pogodzie widać z nich Beskidy, a przy idealnych warunkach można dostrzec szczyty Tatr.

## Integralne części wsi
| SIMC    | Nazwa     | Rodzaj     |
| ------- | --------- | ---------- |
| 0236151 | Chałupki  | część wsi  |
| 0236168 | Kopanina  | przysiółek |
| 0236174 | Wierzbica | część wsi  |

## Historia Stradowa
W Stradowie archeolodzy znaleźli ślady wielu drewnianych chat, półziemianek, pieców i palenisk. Szacuje się, że mieszkało tu kilkaset osób i jak na ówczesne warunki, była to duża osada, prawdopodobnie był to też ważny ośrodek administracyjny.
Z ostatnich badań wynika, że grodzisko w Stradowie z pewnością istniało w czasach plemiennych, między IX a XI wiekiem i było ważnym ośrodkiem państwa Wiślan.
Z upływem czasu okoliczne tereny zostały wchłonięte przez państwo Piastów. W jego organizacji grodziska takie jak Stradów traciły stopniowo na znaczeniu na rzecz grodów kasztelańskich. A taki znajdował się w niedalekiej Wiślicy.
24 lipca 1450 szlachcic Mikołaj ze Stradowa, który miał pewne sprawy majątkowe z Janem Buczackim z Krzywego, został wzmiankowany w zapiskach sądu zamkowego we Lwowie.
W czasie II wojny światowej 11 stycznia 1945 r. w potyczce pod Stradowem oddział Armii Krajowej rozbił oddział złożony z Niemców i Ukraińców.
W latach 1975–1998 miejscowość administracyjnie należała do województwa kieleckiego.

## Zabytki
- Grodzisko z VIII–XII w., jedno z największych w Polsce. Główny gród, nazywany Zamczyskiem, zajmował powierzchnię ponad 1,5 ha. Z podgrodziami zajmował obszar 25 ha. Do dziś zachowały się otaczające go, dochodzące do kilkunastu metrów wały ziemne i zagłębienia fosy. Widziane z góry mają kształt zamkniętej podkowy. Do grodu przylegały podgrodzia – od północy Mieścisko, od południowego wschodu Barzyńskie. One także otoczone były zachowanym we fragmentach systemem wałów ziemnych i fos, jednakże nie tak okazałych jak te chroniące Zamczysko.

- Drewniany kościół pw. św. Bartłomieja Apostoła, wzniesiony w 1657 r. przez wojewodę krakowskiego Władysława Gonzagę Myszkowskiego. Powstał na miejscu kościoła wzmiankowanego po raz pierwszy w 1326 r., który spłonął w 1656 r. W XIX w. został rozbudowany. W kościele znajduje się XVII-wieczny obraz Matki Boskiej Stradowskiej ze srebrną sukienką z 1879 r., kamienna chrzcielnica z XVII w., obrazy Chrystusa i św. Marii Magdaleny z XVII-XVIII w., monstrancja i kielichy barokowe, relikwiarz św. Stanisława. Obok świątyni znajduje się drewniana dzwonnica z 1780 r. Dzwon z napisem Polonus me fecit podarowany został przez fundację ks. Szymona Goszczyńskiego.

Kościół oraz dzwonnica są wpisane do rejestru zabytków nieruchomych (A.183/1-2 z 15.01.1957 i z 15.02.1967).

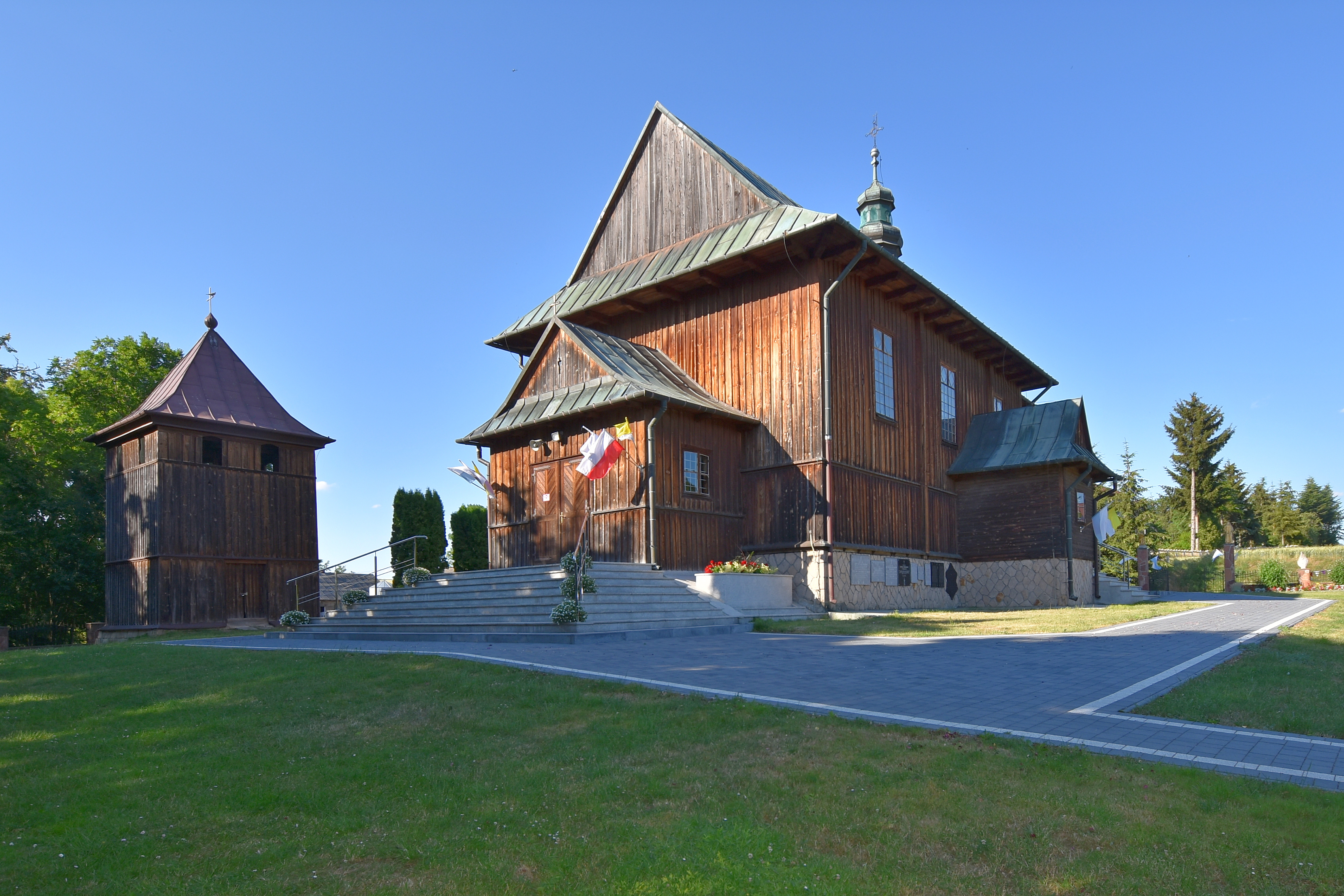
Elewacja frontowa
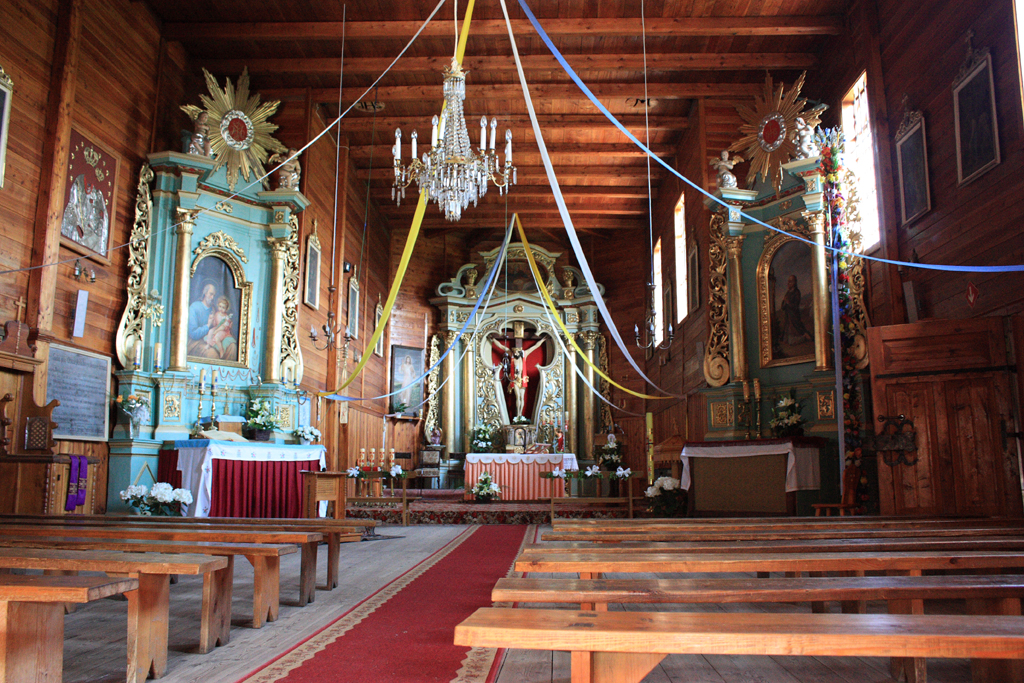
Wnętrze
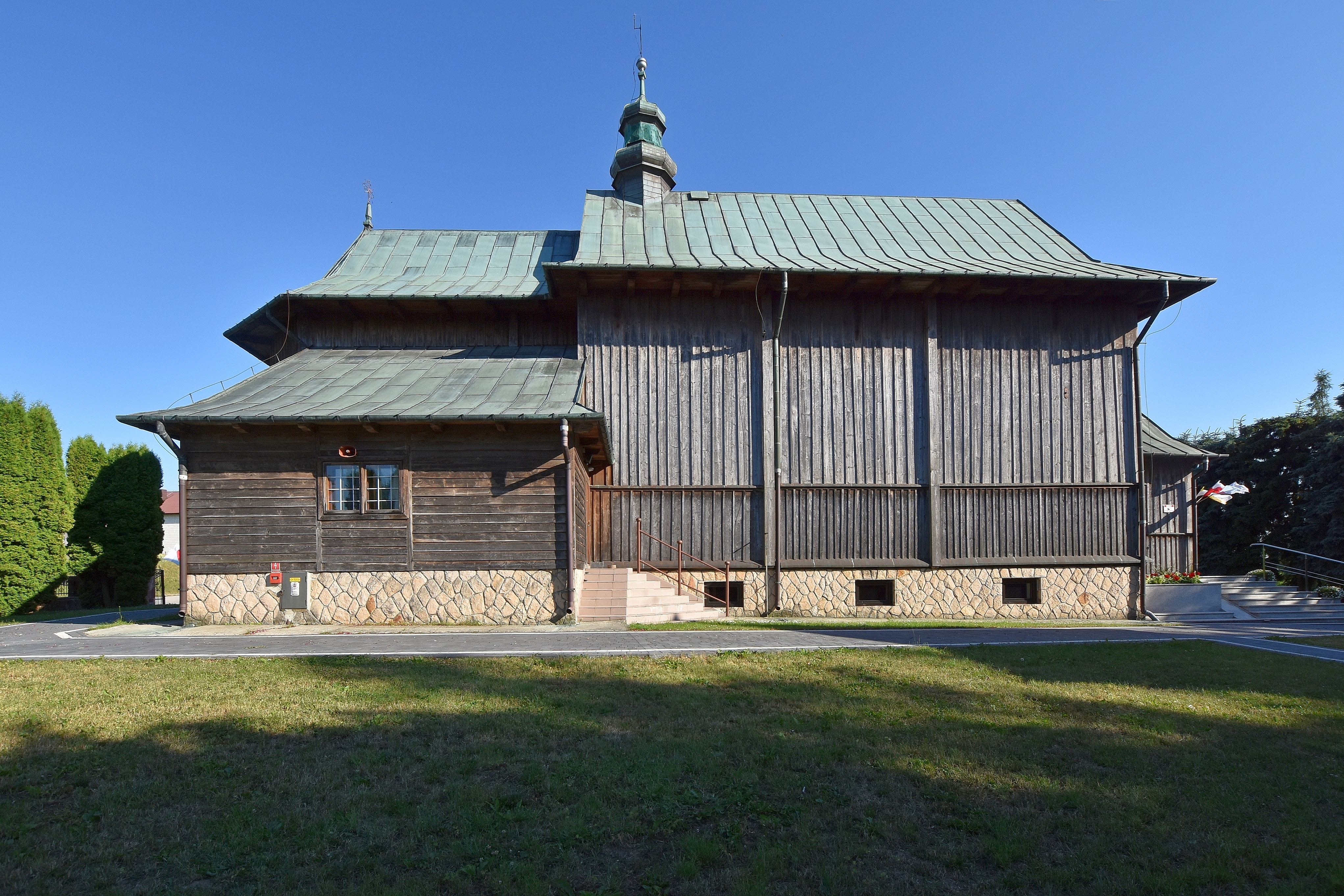
Elewacja boczna